# Geraldine (Nouvelle-Zélande)
Geraldine (ou Heratini en māori) est une localité située dans la région de Canterbury dans l’Île du Sud de la Nouvelle-Zélande.

## Situation
Elle est située à environ 140 km au sud de la ville de Christchurch, et dans une crique pénétrant dans l’intérieur des terres à partir de la côte au niveau de la ville de Timaru, qui est à 35 km vers le sud.
La ville de Geraldine a une atmosphère de village rural, avec une majestueuse forêt ancienne, et les cottages, qui datent des premiers colons avec un petit coin d’art et de métiers manuels.

## Histoire
La région de Geraldine se développa à partir de la colonisation par les Européens dans les années 1840 et ce fut là qu’en 1854, Samuel Hewlings construisit la première maison de Talbot Street. Il se maria avec une femme Māori, Nga Hei, et l’arbre totara qu’il planta pour marquer la naissance de sa première fille est toujours debout. Un élevage de moutons fut rapidement établi dans le secteur avec une scierie pour les arbres du bush natif alentour. Ceux-ci ayant été éclaircis, des champs de blé furent mis en culture à travers la plaine.

## Toponymie
Initialement appelé Talbot Forest, Geraldine fut renommée FitzGerald en 1857 d’après le nom du premier super-intendant de Canterbury, l’Irlandais James FitzGerald. Le nom fut finalement changé en Geraldine, qui était le nom de famille de la dynastie des FitzGeralds en Irlande.

## Gouvernance
Geraldine devint une Town Board en 1884 et un Borough en 1905. Elle fut incorporée dans la circonscription électorale d’Ashburton en 1908, quand ses hôtels furent fermés. Elle resta dry (sans alcool) jusqu'en 1950, quand le Geraldine Licensing Trust Hotel ouvrit.

## Aujourd’hui
La réputation de Geraldine comme domicile pour des artistes a été croissante de tous temps et de nombreuses personnes exerçant comme artisans y ont leurs activités pour la vente dans la ville elle-même ou dans des studios situés à proximité aux alentours. Habituellement en exposition dans l’un des magasins locaux (The Giant Jersey) se trouve une reproduction de la tapisserie de Bayeux. Elle est approximativement à l’échelle moitié. Comme le propriétaire du magasin est en vacances perpétuelles, la tapisserie n’est plus visible. Le magasin sert aussi de maison pour le plus grand jersey fabriqué.

## Environnement
Un court trajet en voiture partant de Geraldine amène à la Forêt de Peel (en). C'est une forêt très précieuse et étendue formée de conifères de type podocarp avec une abondante vie sauvage, en particulier d’oiseaux, et de nombreux restes de la vie des premiers pionniers européens dans la région. En suivant la route le long du fleuve Rangitata (un cours d’eau de classe mondiale pour le rafting en eau vive et pour la pêche au saumon), qui fournit des ressources vitales pour l’irrigation du district environnant et réputé dans la partie supérieure de la vallée pour quelques-uns des paysages alpins les plus spectaculaires et des scènes du haut pays de la Nouvelle-Zélande. Il n’est pas difficile de voir pourquoi : le réalisateur Peter Jackson a choisi cette vallée comme localisation principale de certaines scènes de son film Le Seigneur des anneaux.

## Activités économiques
Geraldine est au cœur d’un secteur prospère de fermes avec une production de vaches laitières, de mouton, de bétail, de cerfs, de céréales et de fruits, qui poussent en abondance.

## Population
Pratiquement 3 500 personnes habitent dans la ville proprement dite et mais surtout dans les zones alentour. C’est le centre d’un état forestier, mais qui a des installations de commerces modernes tels qu’une librairie, des magasins de matériels, une laiterie et bien d’autres choses.

## Éducation
Geraldine a deux écoles.
- La Geraldine Primary School[3] est une école primaire publique mixte avec un taux de decile de 8, allant de l'année 1 à 6, avec un effectif de 294 élèves en mars 2019. Le principal est Andrew Leverton.

- La Geraldine High School (depuis 1963 )[4] est une école publique mixte avec un taux de décile de 8 assurant le secondaire pour les élèves allant de l’année 7 à 13, avec un effectif de 613 élèves en mars 2019. Le principal est Simon Coleman.

## Loisirs et média
Les films peuvent être vus au Cinéma de Geraldine fondé en 1924, qui est localisé sur Talbot St.
La première station de radio de Geraldine, Z100FM, a fonctionné dès 1999-2000. Elle a été remplacée par la station Four Peaks FM en 2001. Seule Country FM diffuse actuellement à partir de la ville de Geraldine.

## Personnalités notables
- John Badcock (en), artiste
- Jordan Luck (en), musicien
- Hayden Paddon, pilote de rallyes[7]
- Annabel Ritchie (en) aviron
- Gus Spillane (en), ancien 'All Black'
- Peter Williams (en), animateur de radio
- Robert Patrick (1890-1963), militaire et diplomate néo-zélandais, y est né

## Autres lectures
- A. W. Reed, The Reed Dictionary of New Zealand Place Names, Auckland, Reed Books, 2002 (ISBN 0-7900-0761-4)